# Pomologi
Pomologi (av lat. pomum, "(träd)frukt" och grek. logos, "ord"), lära eller kännedom om de genom odling framtagna olika slagen av trädfrukter, kanske främst beskrivningen av äpplen och päron, men pomologi innefattar alla odlade frukt- och bärsorter. Till pomologin hör även kunskapen om de olika fruktsorternas växtsätt, trädens egenskaper, med mera.

## Några kända pomologer
- Rudolf Abelin
- P. A. Arnman
- Carl G. Dahl
- Olof Eneroth
- Theodor Engelbrecht
- Thomas Andrew Knight
- Eduard Lucas
- Johan Ludvig Mansa
- Ivan Vladimirovitj Mitjurin
- Alexandra Smirnoff